# Георг I фон Геролдсек
Георг I фон Геролдсек (на немски: Georg I, Herr von Geroldseck-Sulz; † между 24 февруари 1451 и 4 юни 1453) е господар на Геролдсек-Зулц на Некар.

## Произход
Той е вторият син на Конрад I фон Геролдсек († 1417) и Анна фон Урзлинген († сл. 1424), дъщеря на херцог Конрад VII фон Урзлинген († сл. 1372) и Верена фон Кренкинген. Брат е на Хайнрих VII фон Геролдсек († 1464), Райнолд фон Геролдсек († 1452), провост на Визенщайг, и Йохан II фон Геролдсек († 1485), фрайхер фон Зулц.

## Фамилия
Георг I фон Геролдсек се жени пр. 28 март 1432 г. за Маргарета фон Гунделфинген († сл. 1454), вдовица на рицар Отман Хак фон Ландсперг († пр. 1432), дъщеря на Фридрих фон Нидергунделфинген († 1411/1412) и Агнес фон Еберщайн († 1412), дъщеря на граф Вилхелм II фон Еберщайн († 1385) и Маргарета фон Ербах-Ербах († 1395). Бракът е бездетен.